# Александр Адамчик
Александр Цезарій Адамчик або Оло Мім (пол. Aleksander Cezary Adamczyk; Olo Mimнар. 7 жовтня 1959 в м. Рейовець-Фабричний) — польський актор, мім та артист кабаре.

## Театр
Як актор-мім він працював у Театрі зору і руху в Любліні (1981-85) та єврейському театрі. Е. Р. Камінська в Варшаві (1985-91). Потім він співпрацював з театром «Пантомім» у Варшаві (1987 р.), А до недавнього часу — з варшавським театром «Атенев» ім. Стефана Ярача (2005-06).

### Вибрані ролі в театрі
- 1987 — Марафон в ролі банкіра (режисер Збігнєв Папіз), Варшавський театр пантоміми.
- 2003 — Щоденник божевільного в ролі цигана (режисер Дзідік Старчиновський), імпрезаріо
- 2005 — Сутінки (режисер Богдан Міхалік), Театр Ateneum

## Фільмографія
- 1986 — Кільце та троянда
- 2002 — Свята війна як Мім
- 2004 — Сусіди

## Кабаре
Адамчик використовує комічну пантоміму , пародію і карикатуру. Його програма, складається з етюдів. Він грає, серед іншого представників різних професій, а також людей, що перебувають в любові або людях, які постійно перебувають у біді. Це сцени з повсякденного життя та реалістичні і фантастичні персонажі. Він готує програми для дорослих та юних глядачів.
Він брав участь у численних національних фестивалях (PaKA 2002 у Кракові, Фестиваль сценічного мистецтва у Варшаві, Мазурське літнє кабаре в Елці, SET 2002 у Сувальці, PrzerawaŁka 2003 у Валбжих, PaKA 2003 у Кракові, Національний турнір з Лагрези в Богатині в 2003 та 2004 роках) і іноземні (в тому числі Kultur Sommer в Фелльбах, Міжнародний фестиваль MASS в Саарбрюккені в 2004 році, Міжнародний фестиваль Mime в Колумбії в 2005 році).

### Кабаре програми
- Мені шкода, я помилявся
- Мистецтво міма

## Нагороди
- 2003 — Гран-прі «Król Łgarzy» на Національному турнірі Łgarzy в Богатині
- 2003 — публічна нагорода на Національному турнірі Łgarzy в Богатині
- 2004 — II премія на Національному турнірі Łgarzy в Богатині
- Aleksander Adamczyk на сайті Filmweb.pl (пол.)
- Aleksander Adamczyk на сайті  filmpolski.pl (пол.)
- Aleksander Adamczyk в театральній базі даних e-teatr.pl (пол.)

- Polskie kabarety. Процитовано 20 września 2008.